# Diwaitermes
Diwaitermes es un género de termitas  perteneciente a la familia Termitidae que tiene las siguientes especies:

## Especies
1. Diwaitermes castanopsis
2. Diwaitermes foi
3. Diwaitermes kanehirae
4. Diwaitermes orientis